# 5928 Піндарус
5928 Піндарус (5928 Pindarus) — астероїд головного поясу, відкритий 19 вересня 1973 року.
Тіссеранів параметр щодо Юпітера — 3,021.